# Đại học Bocconi
Đại học Bocconi (tiếng Ý: Università Commerciale Luigi Bocconi) là một trường đại học tư thục ở trung tâm Milano, Ý, bên cạnh Parco Ravizza. Bocconi có các chương trình giáo dục đại học và sau đại học, đại học, ngoài một loạt các chương trình văn bằng kép, trong các lĩnh vực kinh tế, quản lý, tài chính và pháp luật. Theo nhiều trường đại học tổ chức bảng xếp hạng, trường đại học là một trong các trường đại học toàn cầu hàng đầu. Bằng cấp được cung cấp bằng tiếng Anh và Ý. SDA Bocconi, trường kinh doanh của trường này cung cấp quản trị Kinh doanh và điều hành chương trình MBA. Chương trình đào tạo thạc sĩ quản trị kinh doanh chương trình của nó đã được xếp hạng 28 trên thế giới bởi Financial Times' Global MBA Rankings 2011. SDA Bocconi cũng xếp hạng 18 bởi Businessweek's Top Global SchoolsBusinessweek's Top Global Schools của nó và 5 trong số các trường kinh doanh châu Âu. Bocconi cũng đã mở rộng bộ phận nghiên cứu của mình bằng cách khai trương trung tâm nghiên cứu chuyên dụng
.

## Liên kết
- Đại lộ Bligny (Milano)